# Piazza Ariostea

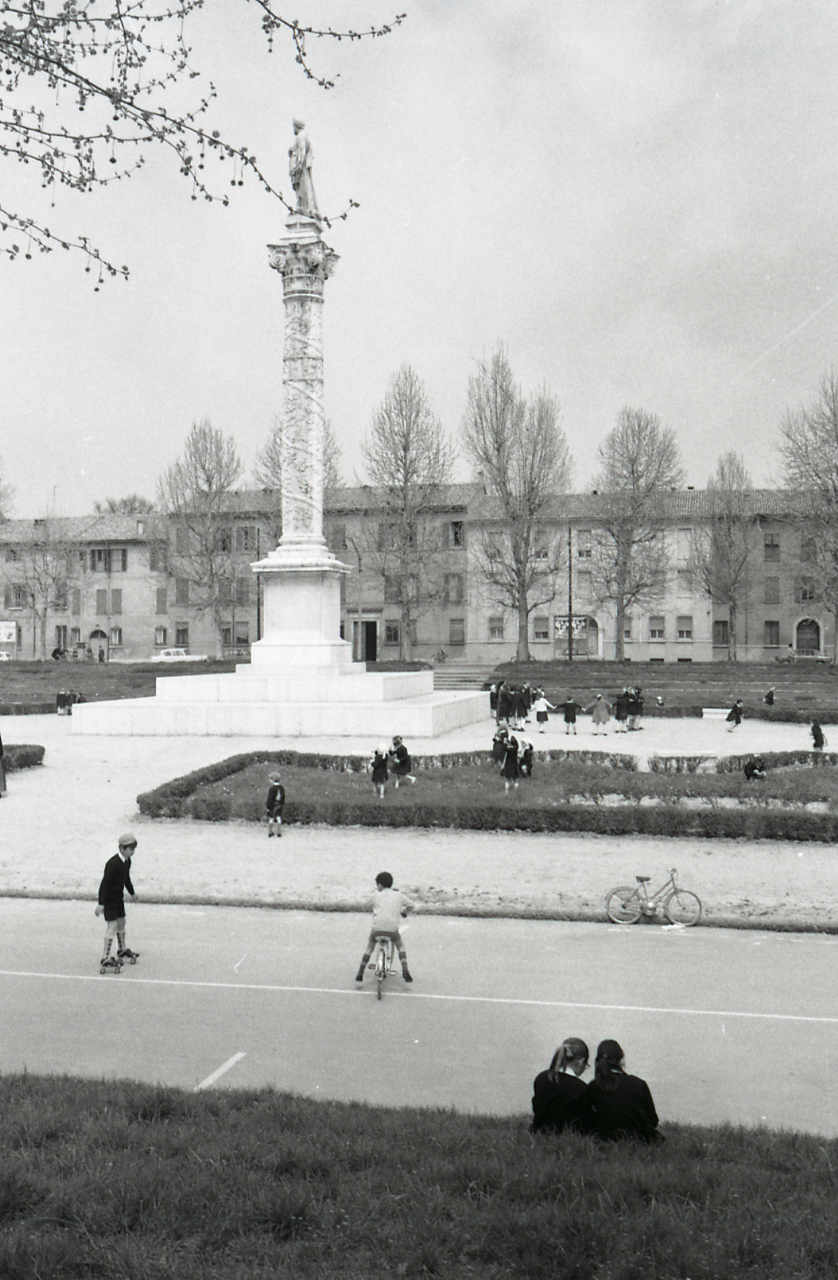
Piazza Ariostea in uno scatto di Paolo Monti del 1969. Fondo Paolo Monti, BEIC

Piazza Ariostea, anticamente piazza Nuova e per un breve periodo anche piazza Napoleone, è un'importante piazza di Ferrara voluta da Ercole I d'Este e realizzata col progetto urbanistico dell'architetto di corte Biagio Rossetti.

## Storia
Sino al 1496 era un casale di proprietà di un certo Bartolomeo Zermio poi il terreno venne acquistato da Ercole I d'Este e fu trasformato in piazza, detta piazza Nuova per l'addizione inizialmente chiamata di Terranuova e solo in seguito conosciuta come Addizione Erculea.
Nei primi anni del XVI secolo vennero commissionate ad Ercole Grandi dal Duca Ercole I per un proprio monumento equestre due colonne che furono spedite a Ferrara e trasportate via fiume. Nello stesso periodo venne commissionata a Leonardo da Vinci, da Ludovico il Moro, anche il cavallo per il monumento, ma poi questa andò perduta nel corso delle vicende che travolsero la fortuna di Ludovico. Intanto una delle colonne venne perduta nel fiume Po e l'altra, che pure arrivò nella piazza, non venne subito innalzata. Questa fu posizionata solo nel 1675 per ospitare la statua di Papa Alessandro VII.
Nel 1796 i francesi abbatterono la statua papale e la sostituirono con una statua in gesso raffigurante la libertà, che venne anch'essa abbattuta nel 1799. Nel 1810 sulla colonna fu posta una grande statua di Napoleone, che vi rimase solo per quattro anni, perché intanto a Ferrara erano arrivati gli austriaci. La posa della statua dell'imperatore francese segnò in ogni caso per Ferrara l'ingresso nel XIX secolo. Finalmente, il 25 novembre 1833, fu collocata sulla colonna la statua di Ludovico Ariosto.
Nel 1933 il piano della piazza, dal punto di vista geometrico molto equilibrata (lunga 200 metri e larga 100), fu abbassato per ricavarvi attorno una sorta di gradinata naturale e permettervi lo svolgimento della prima riedizione del palio di San Giorgio in coincidenza con le iniziative legate alla Mostra per le celebrazioni del IV Centenario Ariostesco.
Importanti lavori di restauro e riqualificazione della piazza e del monumento a Ludovico Ariosto sono stati effettuati tra il 2018 e il 2020.

## Descrizione

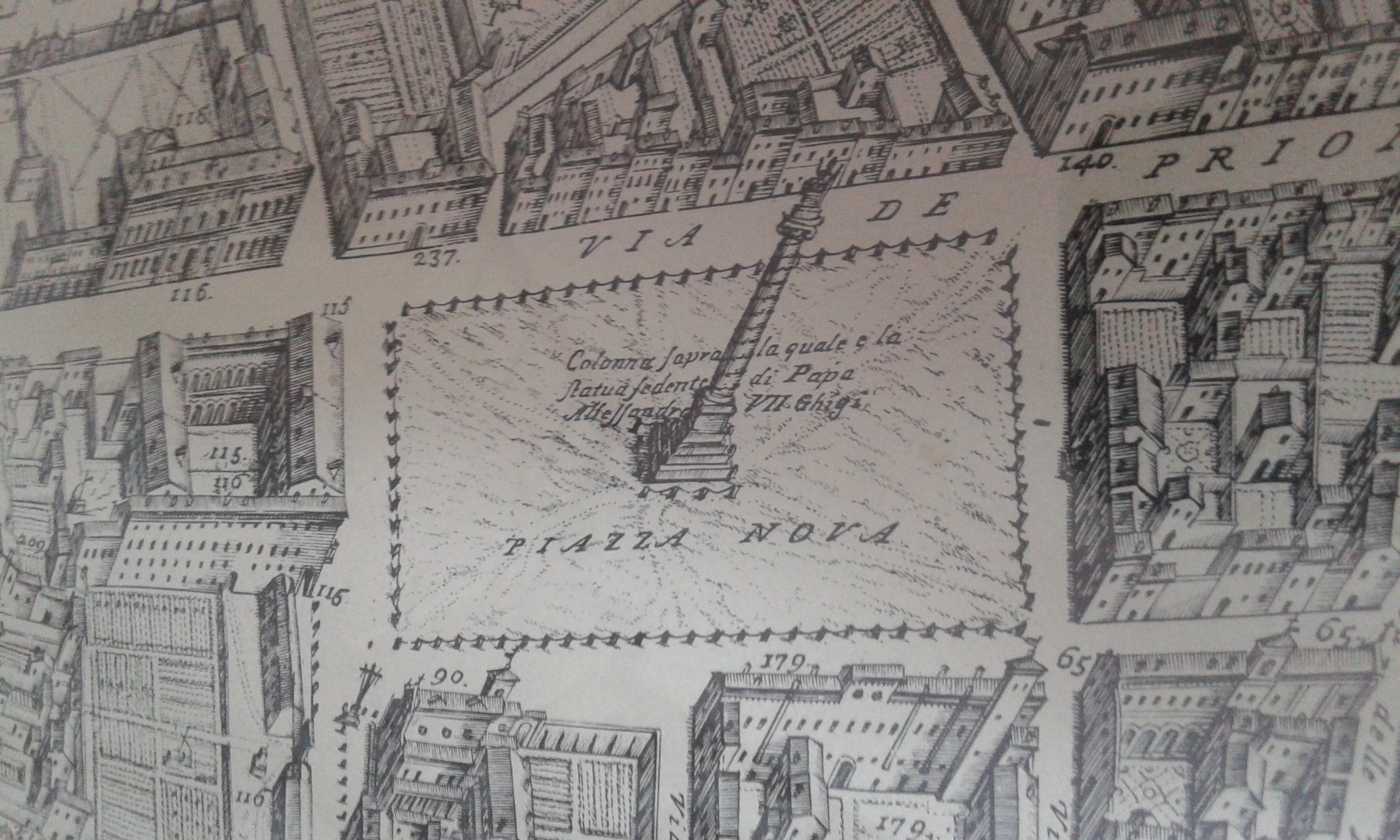
La Piazza Nova nel 1747, Andrea Bolzoni

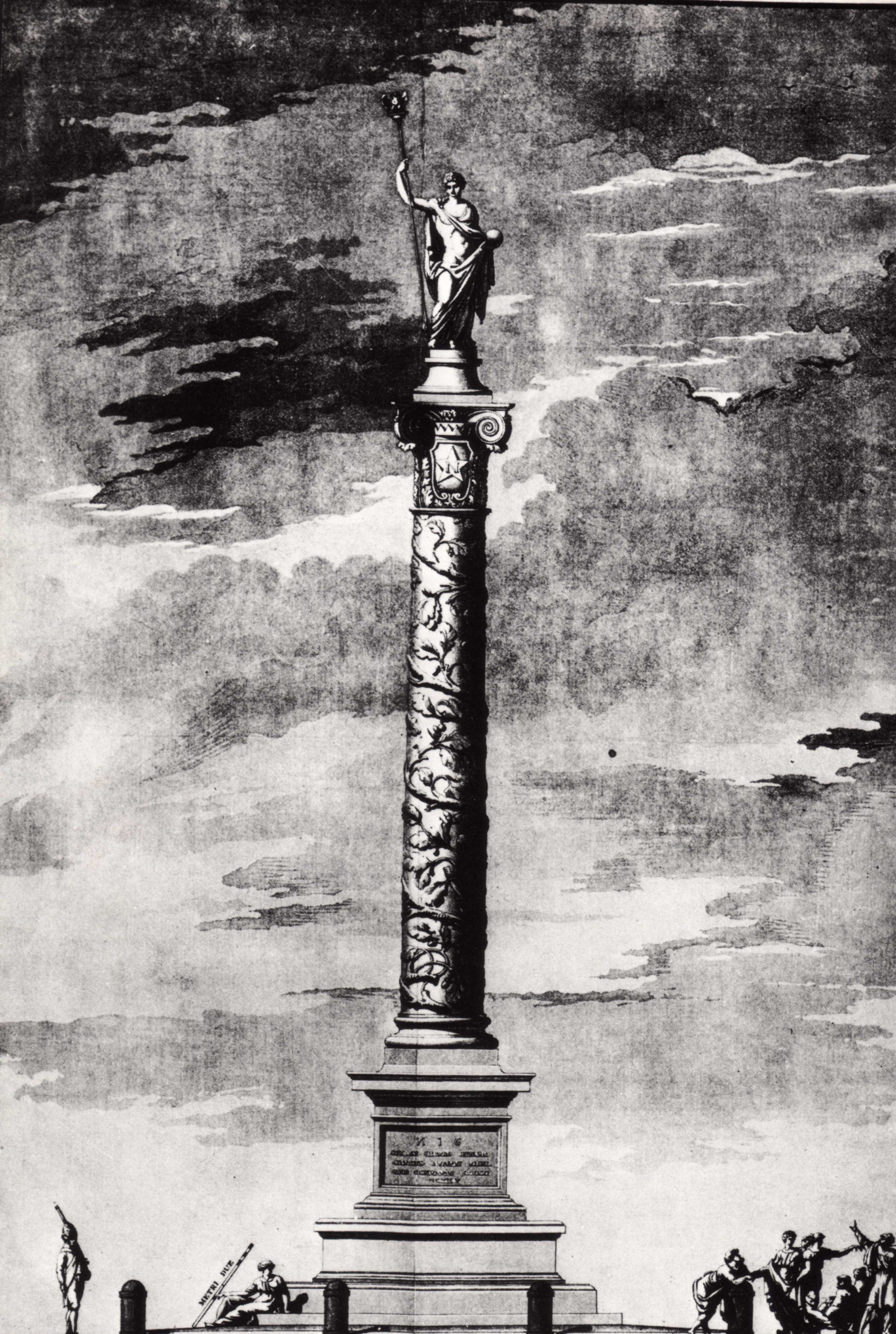
Piazza Ariostea o Nuova, statua di Napoleone eretta nel 1810 e demolita nel 1814

La piazza si estende lungo un asse della grande Addizione Erculea anticamente chiamato via dei Prioni poi suddiviso nei tre segmenti di corso Porta Po, corso Biagio Rossetti e corso Porta Mare. Ha una forma rettangolare con un anello centrale ribassato realizzato nel 1933 per le corse del Palio. Al centro della piazza si alza la colonna cinquecentesca disegnata dal ferrarese Ercole Grandi sulla quale, dal 1833, è stata posta la statua di Ludovico Ariosto, il poeta dal quale la piazza prende il nome.
Tra le architetture che vi si affacciano da ricordare palazzo Rondinelli e palazzo Strozzi Bevilacqua, quest'ultimo con l'artistico balcone marmoreo in angolo. All'angolo nord-ovest della piazza si affaccia palazzo Massari, sede dei Musei civici di arte moderna e contemporanea.
La piazza è un punto di ritrovo e di incontro grazie ai locali che vi si affacciano sul lato ovest inoltre esercita un forte richiamo per il suo ampio spazio verde e per l'anello asfaltato centrale utilizzato per alcune manifestazioni sportive minori. Nell'ultima domenica di maggio ospita inoltre il Palio di Ferrara, istituito nel 1279, ripreso negli anni 30 del secolo scorso e poi in modo regolare dopo la fine della guerra. Viene considerato tra i più antichi del mondo.
In campo sportivo la Piazza è sede, ogni 1º maggio, del Trofeo Internazionale del Lavoro di Pattinaggio Corsa (prima edizione 1974), prestigiosa manifestazione rotellistica che ogni anno richiama pattinatori da tutta l'Italia e non solo. La tradizione di organizzare manifestazioni rotellistiche in Piazza Ariostea inizia però ben prima, nel 1915, con la Riunione Internazionale di Pattinaggio Corsa.